# Heilig Kreuz (Furth im Wald)

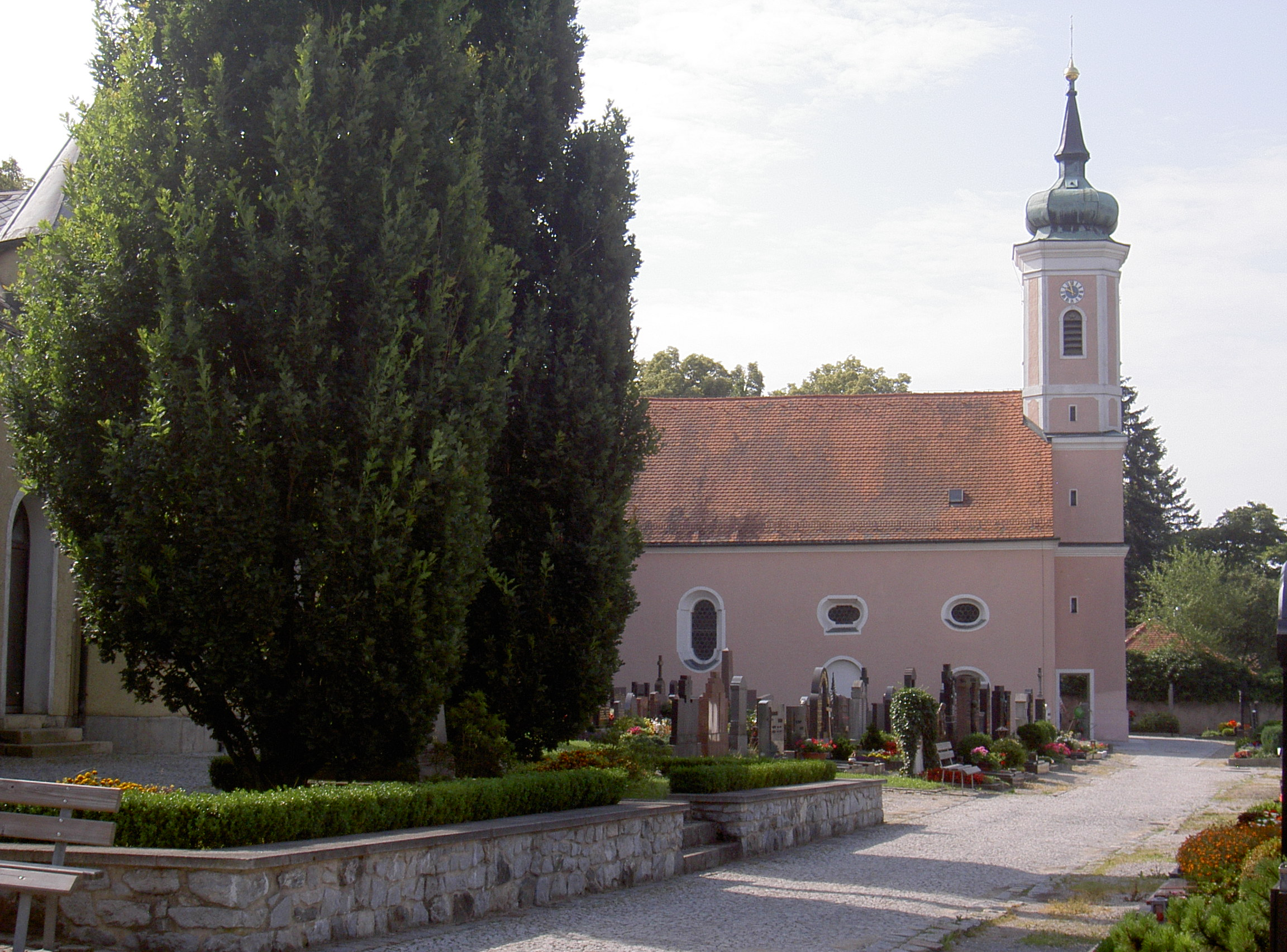
Heilig Kreuz (Furth im Wald)

Die römisch-katholische, denkmalgeschützte Filialkirche, sie diente bis weit ins 19. Jahrhundert als Wallfahrtskirche, Heilig Kreuz steht in Furth im Wald, einer Stadt im Landkreis Cham der Oberpfalz. Sie gehört zum Bistum Regensburg. Das Bauwerk ist unter der Denkmalnummer D-3-72-126-30 als Baudenkmal in die Bayerische Denkmalliste eingetragen.

## Beschreibung
Die Saalkirche wurde 1668/69 erbaut. Sie besteht aus einem Langhaus, einem eingezogenen, dreiseitig geschlossenen Chor im Osten, an dessen Südwand die Sakristei angebaut ist, und einem Fassadenturm auf quadratischem Grundriss im Westen, der sich mit achteckigen Geschossen bis zur Zwiebelhaube fortsetzt. Das Langhaus wurde 1797 um ein Joch verlängert. Der Innenraum des Langhauses ist mit einem Stichkappengewölbe überspannt. Die nazarenische Deckenmalerei zeigt Jesus Christus als Pantokrator. Zur Kirchenausstattung gehört ein moderner Hochaltar, der um 1969 von Helmut Kästl gebaut wurde. Im Altarretabel ist Christus in der Rast dargestellt. Leopold Hafner schuf 1986 ein apokalyptisches Agnus Dei. In einer Nische in der Nordwand befindet sich ein Relief mit einer Kreuzigungsgruppe aus der 2. Hälfte des 14. Jahrhunderts, das ursprünglich den alten Hochaltar zierte.